# Hilarographa soleana
Hilarographa soleana is een vlinder uit de familie bladrollers (Tortricidae). De wetenschappelijke naam van de soort is voor het eerst geldig gepubliceerd in 2009 door Józef Razowski.

## Type
- holotype: "male, VIII-IX.1987. Operation Releigh, J.D. Holloway, D.T. Jones et al. genitalia slide no. 31831"
- instituut: BMNH. Londen, Engeland
- typelocatie: "Indonesia: Seram, Dipterocarp forest; Solea"